# Supruga
Supruga ili žena je izraz za ženskog bračnog partnera odnosno članicu bračne zajednice. Žena se u pravilu nalazi u braku s muškarcem, iako u državama koje priznaju istospolni brak njen bračni drug može biti i žena. Žena u pravilu ima samog jednog muža u monogamskim brakovima, odnosno dijeli muža s više žena u poliginističkim brakovima najrijeđi je slučaj da je udana za više muževa, što se naziva poliandrijskim brakom.
Osim bračne veze, žena može biti i u kvazi-bračnom odnosu koji ima određene odlike braka, ali je njen status u odnosu na "normalne" ili "redovne" supruge podređen. Taj se odnos obično naziva konkubinat ili priležništvo.
Iako položaj žena u odnosu na muža, odnosno njena prava i obaveze, varira s obzirom na različite kulture i povijesne epohe, sve do modernog doba i pokreta za ravnopravnost spolova, je u formalnom smislu bio inferioran. Od žena se u tradicionalnim društvima očekuje da se brinu o odgajanju potomstva i održavanju domaćinstva. 